# Comuna Drăgușeni, Suceava
Drăgușeni este o comună în județul Suceava, Moldova, România, formată din satele Broșteni, Drăgușeni (reședința) și Gara Leu.
Până la reforma administrativă din 1950 a făcut parte din județul Baia.

## Obiective turistice
- Biserica de lemn din Drăgușeni - monument istoric atestat în anul 1780; se află în cimitirul satului
- Hanul Drăgușeni - han construit între anii 1832-1841 în centrul satului Drăgușeni de către beizadeaua Alexandru Callimachi și restaurat în secolul al XX-lea

## Demografie
Componența etnică a comunei Drăgușeni
     Români (91,78%)
     Alte etnii (0,22%)
     Necunoscută (8%)
Componența confesională a comunei Drăgușeni
     Ortodocși (90,02%)
     Creștini de rit vechi (1,72%)
     Alte religii (0,17%)
     Necunoscută (8,09%)
Conform recensământului efectuat în 2021, populația comunei Drăgușeni se ridică la 2.324 de locuitori, în scădere față de recensământul anterior din 2011, când fuseseră înregistrați 2.422 de locuitori. Majoritatea locuitorilor sunt români (91,78%), iar pentru 8% nu se cunoaște apartenența etnică. Din punct de vedere confesional, majoritatea locuitorilor sunt ortodocși (90,02%), cu o minoritate de creștini de rit vechi (1,72%), iar pentru 8,09% nu se cunoaște apartenența confesională.

## Politică și administrație
Comuna Drăgușeni este administrată de un primar și un consiliu local compus din 11 consilieri. Primarul, Vasile Cepoi[*], de la Partidul Social Democrat, este în funcție din 2004. Începând cu alegerile locale din 2024, consiliul local are următoarea componență pe partide politice:
|  | Partid                    | Consilieri | Componența Consiliului | Componența Consiliului | Componența Consiliului | Componența Consiliului | Componența Consiliului | Componența Consiliului | Componența Consiliului | Componența Consiliului | Componența Consiliului |
|  | ------------------------- | ---------- | ---------------------- | ---------------------- | ---------------------- | ---------------------- | ---------------------- | ---------------------- | ---------------------- | ---------------------- | ---------------------- |
|  | Partidul Social Democrat  | 9          |                        |                        |                        |                        |                        |                        |                        |                        |                        |
|  | Partidul Național Liberal | 2          |                        |                        |                        |                        |                        |                        |                        |                        |                        |

## Personalități născute aici
- Gheorghe Cardaș (1899 - 1983), critic istoric literar;
- Gheorghe Duzinchievici (1904 - 1986), istoric;
- Liviu Cepoi (n. 1969), sportiv olimpic la sanie.